# Durvasa

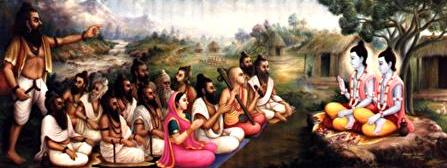
Encuentro de sabios en Badarikashram, presidido por Nara y Naraiana. Durvāsa Muni y Nárada Muni están entre los asistentes..

En el marco de la mitología hindú, Durvāsas es un antiguo rishi (sabio), hijo de Atri y Anasuia (‘sin envidia’, hija de Daksha); se le asocia con una encarnación del dios Shiva; aunque más específicamente correspondería a su homólogo el dios Rudra.

## Nombre
- durvāsas, en el sistema AITS (alfabeto internacional de transliteración sánscrita).
- दुर्वासस्, en escritura devánagari.

## Etimología
El término sánscrito dur-vāsas era originalmente un nombre del dios Shiva.
Significa ‘mal vestido, medio desnudo’; siendo dur: ‘difícil, duro, malo’ y vāsa: ‘ropa’.

## Leyendas
El nombre de Durvasa no es mencionado en el Rig-veda (el texto más antiguo de la India, de mediados del II milenio a. C.). Se lo menciona por primera vez recién en el Majabhárata (texto epicorreligioso del siglo III a. C.). Sus leyendas aparecen en varios Puranas, especialmente en el Bhágavata-purana (del siglo XI d. C.).
Durvasa es reconocido principalmente por su carácter colérico, fácilmente perturbable.
Es el único rishi (sabio) cuyo crédito kármico (generado por el sufrimiento que un asceta se provoca con sus penitencias) no se agota cuando maldice a alguna persona. Debido a ello, arruinó la vida de muchas personas con sus maldiciones (shapa); por lo tanto, dondequiera que va, es recibido con gran respeto tanto por humanos como por dioses.
Por ejemplo, en el texto sánscrito Abigñana Shakúntala (escrito por Kalidasa), Durvasa maldijo a la novia Shakuntala a que su marido la olvidara por completo.

### Origen de su ira
En las leyendas, se menciona que Durvasa declaraba que no podía controlar su ira debido a que era una encarnación del iracundo Rudra. Sin embargo según el capítulo 44 del Brahmanda Purana, se menciona otro origen a partir de Shiva. En este texto se indica que cuando Brahma y Shiva se pelearon acaloradamente, Shiva se enfureció violentamente cuando observó que los devas huyeron de su presencia con miedo. Debido a ello, su consorte, Parvati, se quejó de que ahora era imposible vivir con Shiva. Así, al darse cuenta del caos que había causado su ira, Shiva depositó esta ira en Anasuya, la esposa del sabio Atri. De esta porción de Shiva depositada en Anasuya, nació un niño, llamado 'Durvasa' (lit. uno con quien es difícil vivir). Debido a que nació de la ira de Shiva, tenía una naturaleza irascible.

### Durvasa y el piadoso rey Ambarish

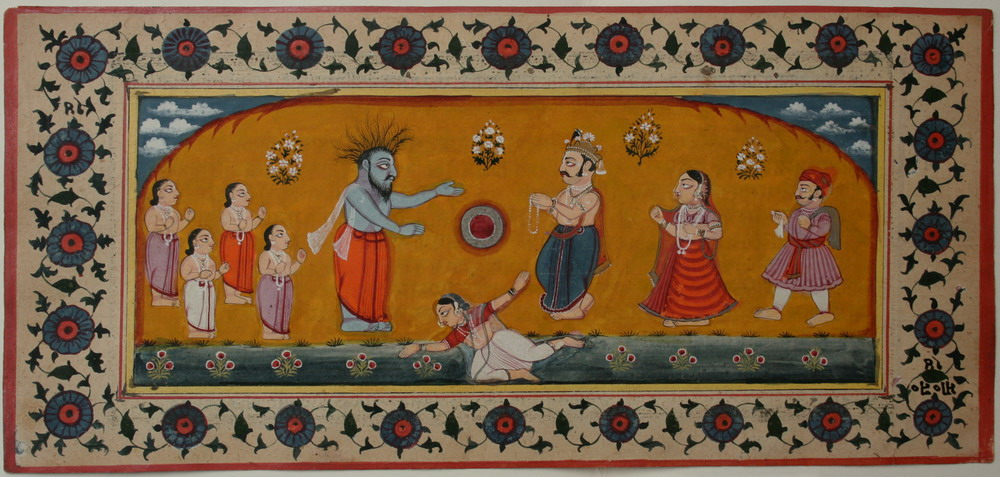
El iracundo santo Durvasa ante el piadoso rey Ambarisha; en el medio flota el letal disco sudarshan chakra; debajo, la diosa Ganga vadea las aguas. Folio de un manuscrito del siglo XIX del Bhagavata-purana (siglo XI).

La confrontación del santo Durvasa con el rey Ambarish es una historia famosa del Majabhárata (texto épico-religioso del siglo III a. C.). Más tarde fue repetido en varios Puranas, entre ellos el Bhagavata-purana (del siglo XI d. C.).
El rey Ambarish era un gran devoto del dios Visnú.
Él realizó un iagña (sacrificio donde se ofrecen alimentos al fuego, y se recitan oraciones) con un fervor devocional tan grande que el Señor Naráian quedó complacido y le prestó su sudarshana chakra (su darshana significa ‘muy visible’; se trata de un disco parecido a los anillos ninjas, con el que Visnú le corta la cabeza a los demonios).
En una ocasión, Ambarisha realizó un duádashi vrata, que requiere que la persona ayune durante el ekádasi (el undécimo día después de la luna llena) y romperlo al comenzar el día duádasi (‘doce’) y alimentar a los bráhmanas. En el momento en que el rey tenía que romper el ayuno (para obtener los beneficios kármicos de haber ayunado), apareció el colérico sabio Durvasas. Ambarish lo recibió con todos los honores.
Durvasa accedió al pedido del rey de ser su invitado de honor, pero le pidió al rey que esperara a que volviera de darse su baño ritual al río. Sin embargo en el momento auspicioso en que el rey tenía que romper el ayuno estaba pasando,  Durvasa no retornó; por lo que el rey se encontró en un dilema, ya que no podía tomar alimentos antes que un bráhmana, pero tampoco podía irrespetar el voto de romper el ayuno.
Para resolver su dilema, el sabio Vasistha le aconsejó que rompiera el ayuno de ekádasi tomando una hojita de la planta sagrada de tulasi (albahaca índica) con un traguito de agua, porque eso «rompía y no rompía» el ayuno. El rey obedeció, cumplió el sencillo ritual, y esperó al sabio para ofrecerle comida.
Sin embargo, mediante sus poderes mentales, Durvasa percibió que Ambarisha había violado el respeto debido a su investidura como santo brahmán y había comido primero. En su salvaje ira se arrancó un cabello, con el creó un demonio para matar a Ambarisha; pero entonces intervino el disco sudárshana del dios Naraian, decapitó al demonio y comenzó a volar hacia Durvasa para matarlo también.
Para salvarse de la muerte inminente, Durvasa voló hasta Satialoka, el elevadísimo planeta de Brahmá (el dios de las cuatro cabezas). Este le explicó que no podía actuar contra el poder del sudárshana. Durvasa voló entonces hasta el monte Kailasa (en este planeta) y le pidió protección al dios Shiva, pero este tampoco podía ayudarlo.
El iracundo sabio, lleno de terror, viajó hasta el océano de leche (también en este planeta) donde está recostado el dios Naraian-Visnú, quien le dijo que no podía hacer nada, ya que él solo estaba atado por la amorosa devoción del rey Ambarisha, y le sugirió que le pidiera perdón directamente a su devoto. Así Durvasa fue ante Ambarisha para pedir su perdón, quien le oró al dios Visnú para que retractara el sudarsan y salvara a Durvasa.

### Bendiciones de Durvasa a la princesa Kunti
Si Durvasa se contentaba con alguna persona, era capaz de dar bendiciones también.
Por ejemplo, él le dio un mantra a la princesa Kunti (más tarde esposa del rey Pandu y madre de los poderosos hermanos Pándavas) que le permitía atraer instantáneamente a cualquier dios y tener relaciones sexuales con él.
Apenas el sabio se fue, la joven Kunti quiso probar el mantra, y fue seducida por el dios Suria, que le dio un hijo llamado Karna. Ella abandonó al bebé en una canasta en el río Ganges, y fue criado por otra familia, sin saber que era un príncipe.
Cuando su esposo el rey Pandu fue maldecido por un brahmán a no poder penetrar a una mujer, le pidió a Kunti que le diera descendencia mediante el mantra atractivo. Así cinco dioses fueron atraídos:
- Iama, que engendró a Iudistira, el mayor de los Pándavas;
- Vaiu, que engendró a Bhima, el más fuerte de los Pándavas;
- Indra, que engendró a Aryuna, el gran arquero;
- los dioses mellizos Ashwini, que engendraron a los mellizos Nakula y Sajádeva, con Mādrī (la segunda esposa de Pandu).

### Durvasa y su encuentro con los Pándavas
En el Majabhárata, durante el exilio de los Pándavas, el sabio Durvasa llegó a la ermita donde vivía en el bosque con muchos discípulos. Durante todo este periodo, los Pándavas habían obtenido todo su alimento por medio de la milagrosa Akshaia Patra (‘hoja inagotable’; en la India se utilizan hojas de banano como plato), en que iban comiendo uno por uno todos los hermanos, en orden cronológico de nacimiento). En el momento en que Draupadi (que, como mujer, era la última en comer la comida sobrante de sus esposos) terminaba de comer, la hoja dejaba de producir alimentos hasta el día siguiente.
Cuando Durvasa llegó, ya la hoja se había agotado y no quedaba nada que ofrecerle. Los Pándavas se sintieron desesperados acerca de su destino si no lograban alimentar a tan malvado santo. Mientras Durvasa y sus discípulos fueron hasta el río a darse su baño ritual, Draupadi le oró a su amigo el dios Krisna, pidiéndole ayuda.
Krisna apareció en la choza y encontró un grano de arroz en el aksaia-patra, lo comió y anunció que estaba satisfecho con ese alimento.
Automáticamente, cuando el dios se sintió satisfecho, todos los seres vivos de todos los planetas del universo se sintieron satisfechos. También el sabio Durvasa y todos sus discípulos se sintieron con la barriga repleta. El sabio fue a la choza de los Pándavas y les pidió disculpas porque no podría aceptar ningún alimento. Les ofreció sus bendiciones y se fue.